# 背斜

背斜構造を表した図

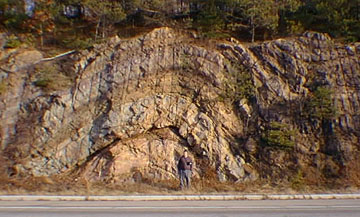
中央に背斜、ずっと右に向斜が見られる例

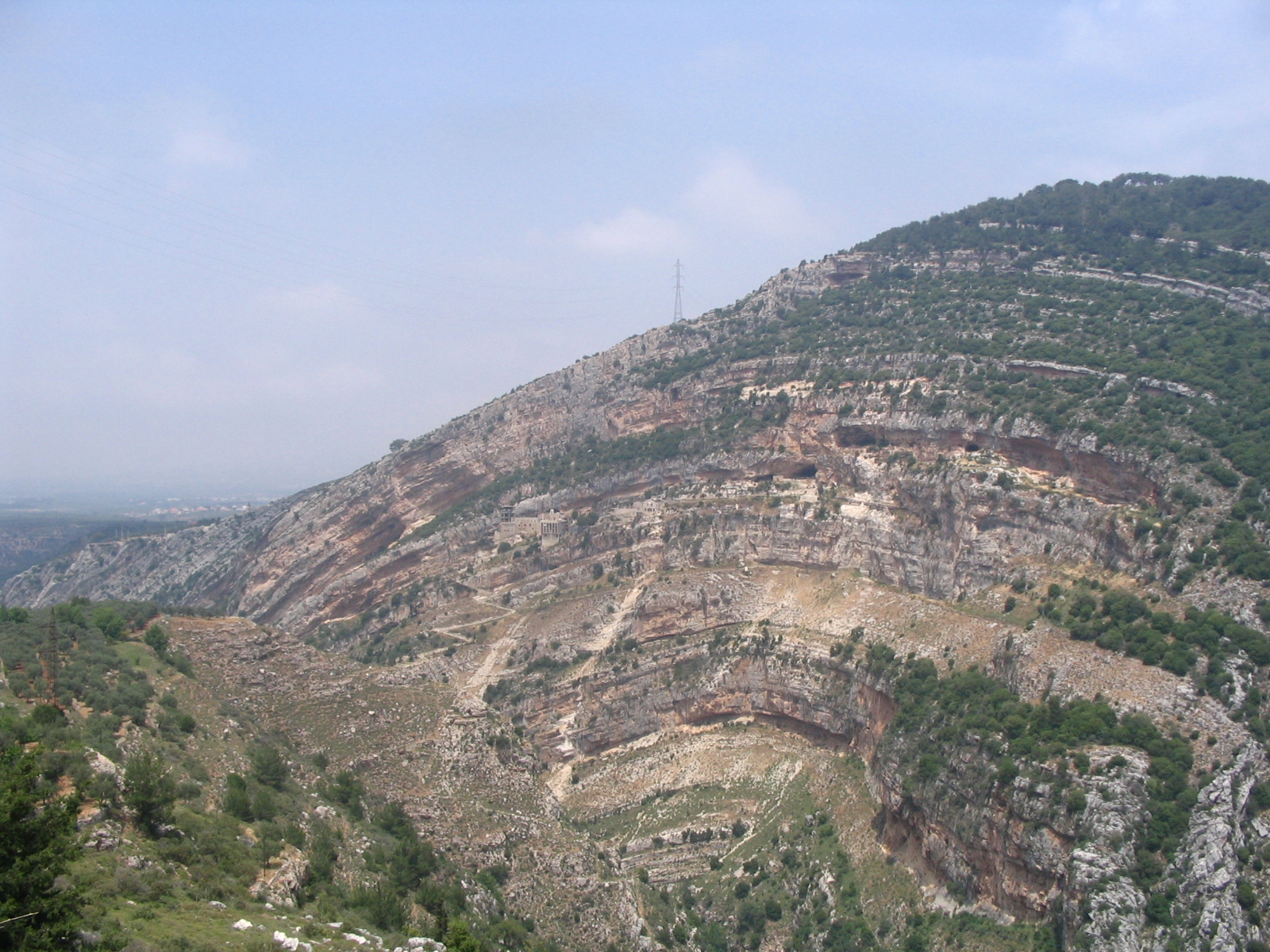
レバノン、Ehden近くに見られる背斜

背斜（はいしゃ、英: anticline）は、構造地質学において、山状になっていて古い地層が中心部に来ているような褶曲である。山状になっていればどのような褶曲でも指すアンチフォームとは異なる。このため、各地層の年代関係が明らかになっていない時は、アンチフォームという言葉が使われる。
地質図において、背斜は通常岩石地層の順序が褶曲の中心に向かって次第に古くなっていく。これは隆起された褶曲中心部はそれ以外の部分に比べて優先的に古い層序の地層まで風化していくからである。地層は褶曲の中心から流れ盤になっている。
背斜が地表面に対して傾斜した場合、表面の地層は傾きの向きを示すV字状になる。背斜は通常、脇に向斜が伴うが、断層によりこれらの関係が複雑になりはっきりしなくなることがある。褶曲は典型的には、造山運動に伴う圧縮の結果として起きる地殻変動によって発生する。

## 背斜に関する用語
山状の褶曲構造は、どのようなものであれアンチフォームと呼ばれる。中心から離れるにつれて次第に新しい地層になっているようなアンチフォームが背斜である。
アンチフォームあるいは背斜には、褶曲の頂点になっている地層上の最高地点である背斜冠 (crest) がある。背斜頂 (apex, hinge) は、褶曲におけるある地層において曲率が最大になっている地点である。背斜軸 (axis) は、背斜においてある地層における背斜頂を2次元断面的に結んだものである。異なる地層の背斜頂を3次元的に結んだ面のことを背斜軸面 (axial plane, axial surface) と呼ぶ。対称的な背斜では、背斜軸面の地表面との交線は背斜冠と一致する。非対称的な背斜では、背斜軸面の地表面との交線は背斜冠から褶曲のよりきつい面の側にずれる。転倒背斜 (overturned anticline) は非対称な背斜で、一方の背斜翼が垂直を超えて傾いて地層の層序が上下逆転しているようなものである。
すべての方向に沈み込んで円形や楕円形上になっている構造をドームと呼ぶ。ドームは1回の地殻変動によって形成されるか、岩塩や頁岩などの構造的に柔軟な物質が下部のマグマの貫入、上部への動きによるダイヤピルによって形成される。有名なリシャット構造は、背斜あるいはドームが風化によって露出したものであると考えられている。
両端が沈み込んでいる背斜はdoubly plunging anticlineと呼ばれ、複数回の地殻変動や2つの褶曲の重ね合わせ、あるいは下部のデタッチメント断層の幾何構造の関係やそのデタッチメント断層表面に沿った移動量の差によって形成された可能性がある。こうした地質構造において最高地点となっている場所を極隆部 (culmination) と呼ぶ。
堆積物が溜まることで発達した細長いドームは、ペリクライン (pericline) と呼ばれる。
複背斜 (anticlinorium) は地域的な規模での背斜で連続した背斜状の褶曲があるものである。例としてはジュラ紀末から白亜紀初期にかけてのパーセル複背斜（ブリティッシュコロンビア州）や、アパラチア山脈のバージニア州・メリーランド州北部にあるブルーリッジ複背斜、ペンシルベニア州中央部にあるニッタニーバレーなどがある。

## 経済的な重要性

背斜における構造トラップ

両端が沈み込んだ背斜や極隆部、地質構造的なドームなどは石油や天然ガス掘削の好適地である。低密度の石油は浮き上がって透水性の低い地層や断層によって遮られるまで褶曲の高い部分へと上昇する。炭化水素（石油や天然ガス）を閉じ込めている透水性の低いものとしては、頁岩、石灰石、砂岩、岩塩などである。透水性の低いものであれば、実際の地質を問わない。
ペリクラインは、熱く金属を含んだ塩水をためる重要な地点で、アイルランド式の鉛-亜鉛鉱石やウラン鉱石などを形成する。
褶曲した地層における極隆部が破砕や断層によって断ち切られているところは、鞍状鉱脈の金鉱石が堆積しやすい場所である。

## ギャラリー

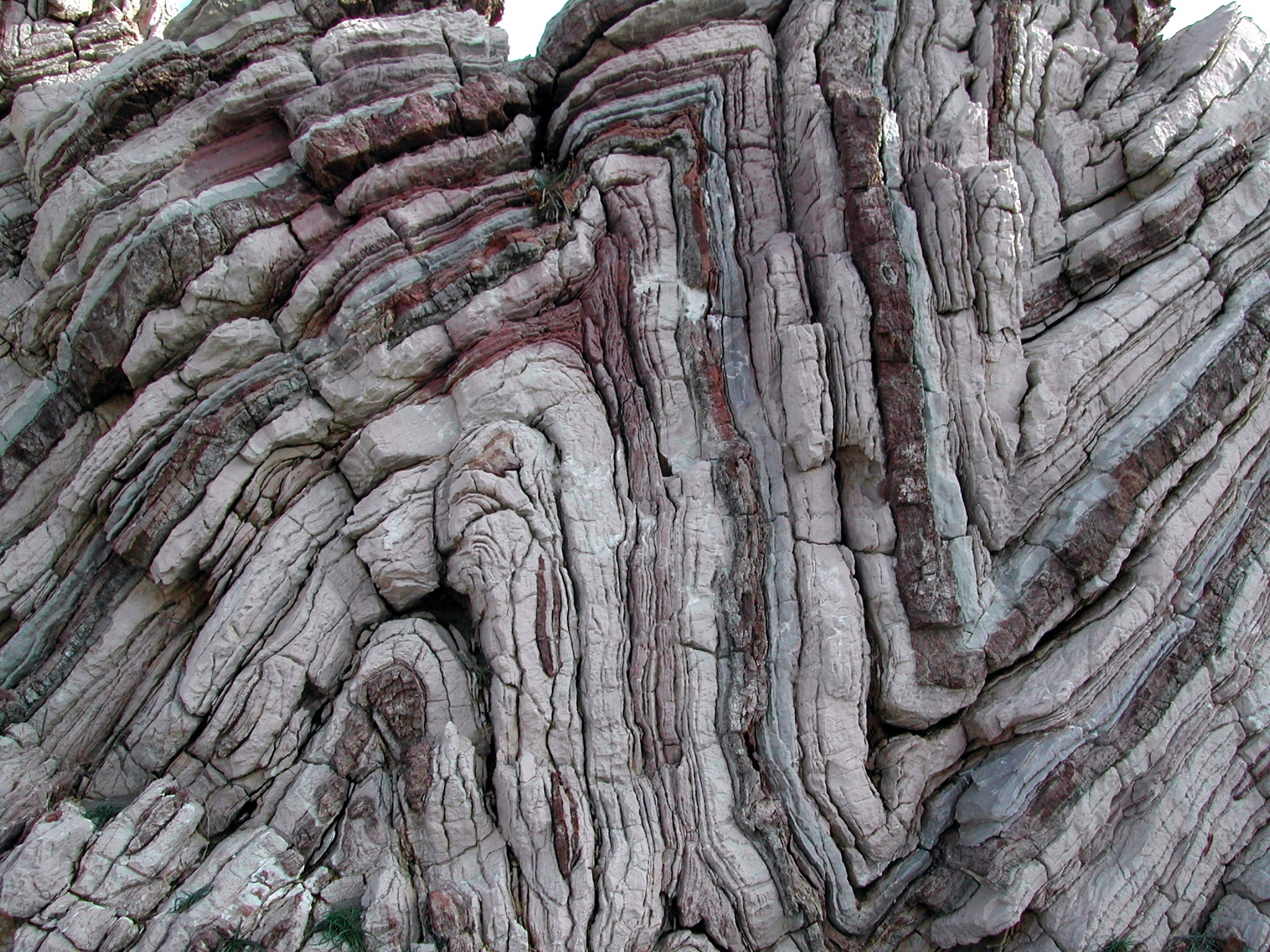
ギリシャ、クレタ島において石灰岩やチャートに見られるきつい褶曲
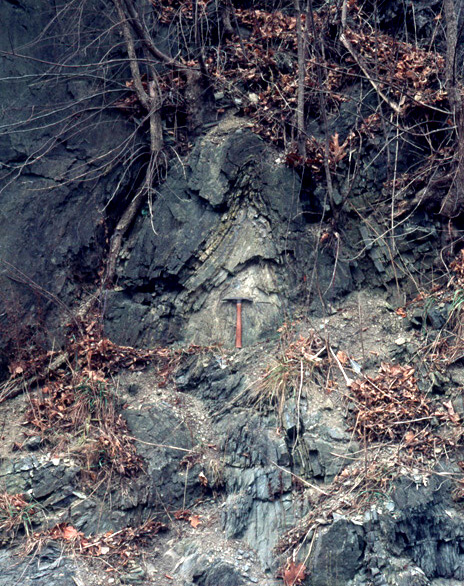
ペンシルベニア州のウィルズクリークフォーメーションに見られるきつい褶曲
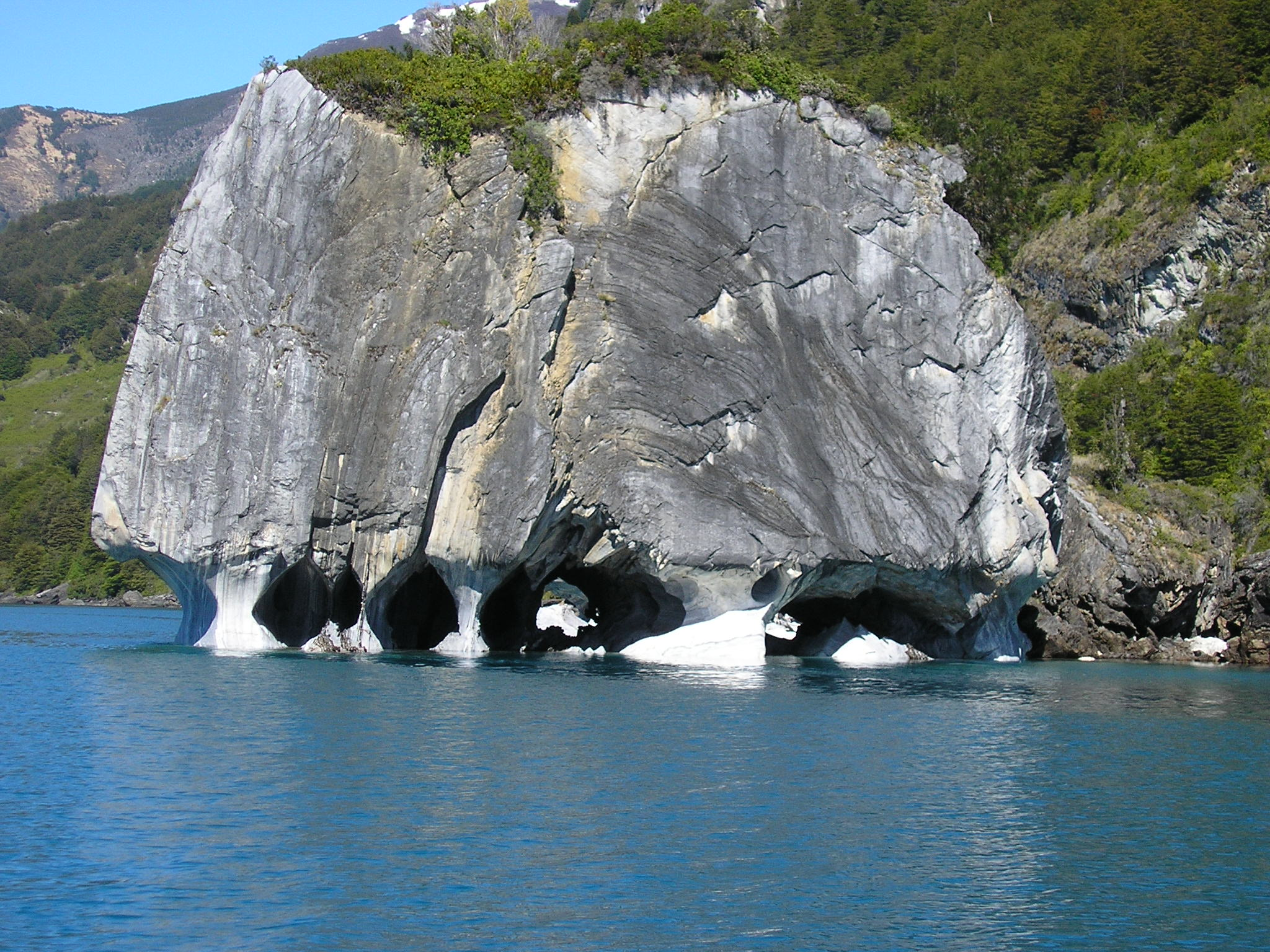
チリのヘネラル・カレーラ湖において、風化した大理石の背斜
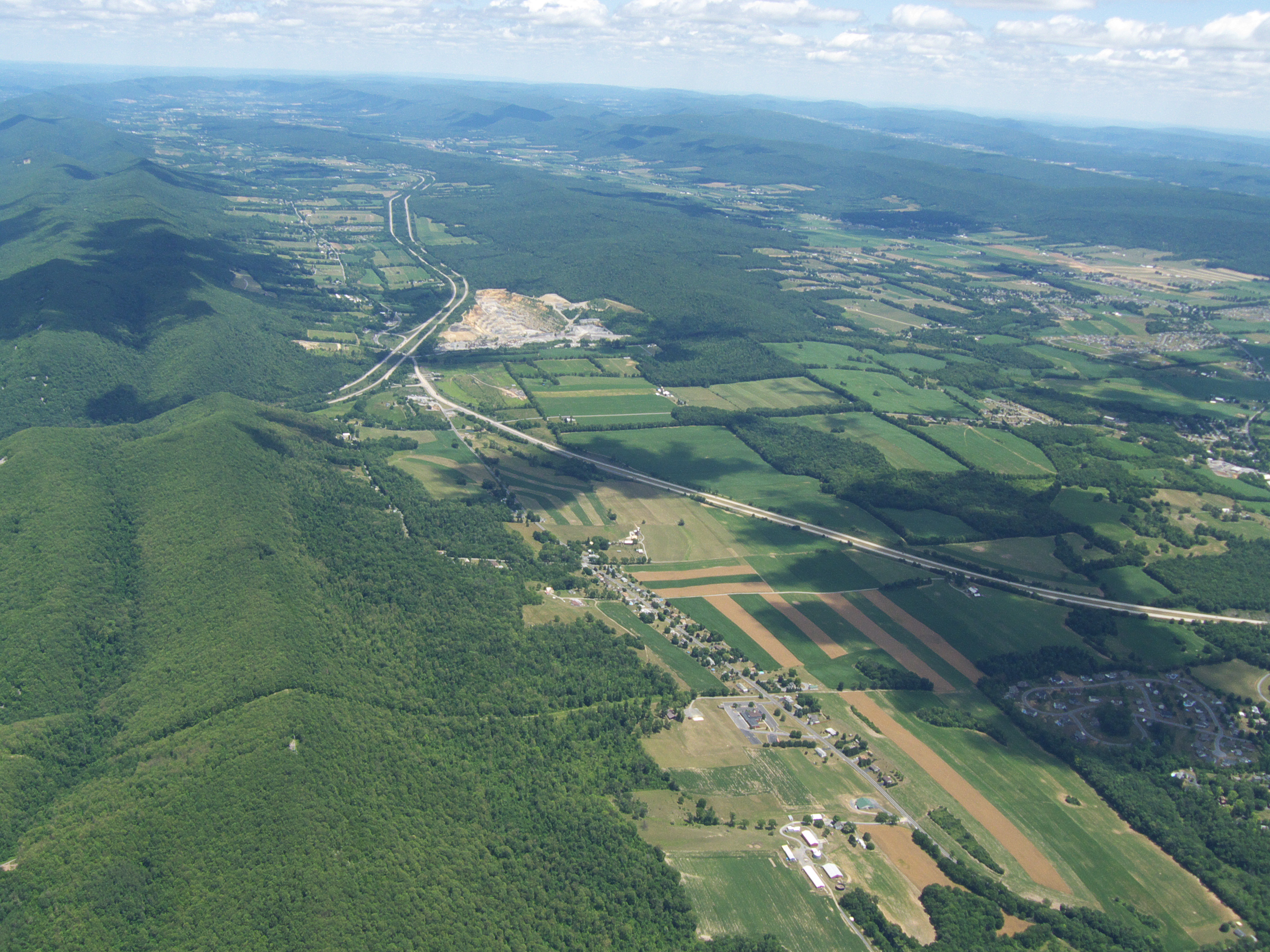
ペンシルベニア州中央部のニッタニーバレーは複背斜となっている
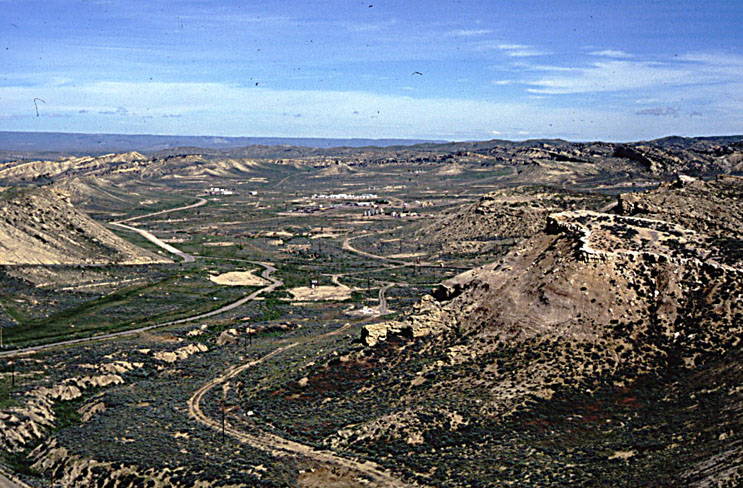
エルク盆地（英語版）は断絶した背斜になっている
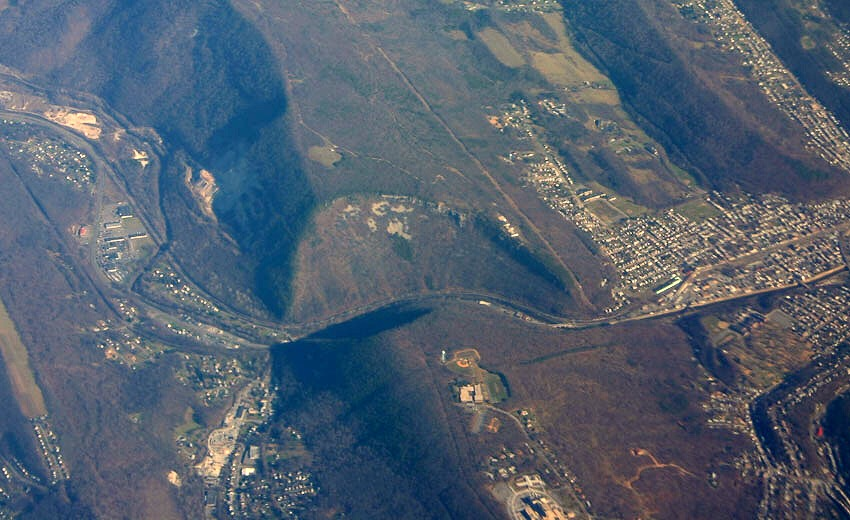
タスカローラフォーメーションがメリーランド州カンバーランドナローズにあるウィルズ山に明瞭な背斜を形成している
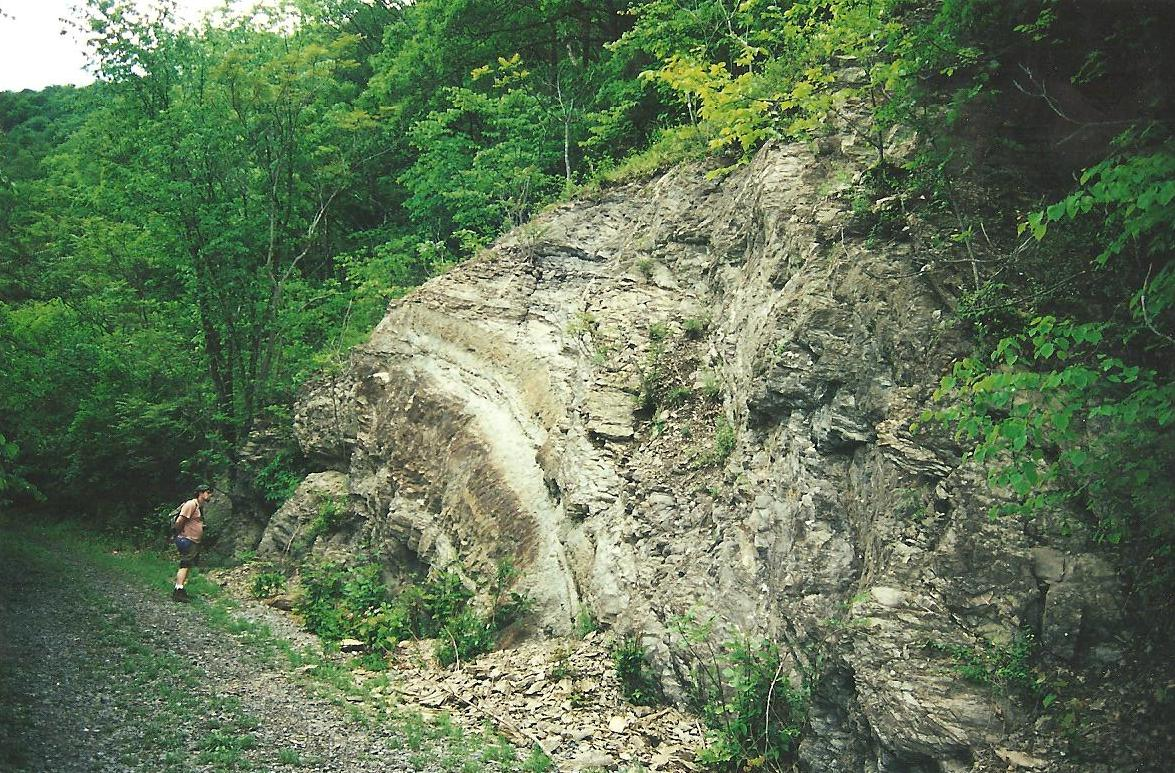
メリーランド州ラウンドトップヒルにて、ウィルズクリークフォーメーションまたはブルームスバーグフォーメーションに見られる背斜